# Leo Winland
Leo Winland, född 8 augusti 1953, är en svensk cellist.
Leo Winland emigrerade från Sovjetunionen 1975, där han hade studerat vid Moskvakonservatoriet. Han anställdes som stämledare vid Det Kongelige Kapel i Köpenhamn. År 1976 blev han engagerad vid Stockholms filharmoniska orkester. Han var även knuten till Nordiskt musikkonservatorium. Sedan 1989 är han solocellist i Kungliga Hovkapellet. Han är far till Ida Falk Winland.